# Edificio condominiale di viale Roma

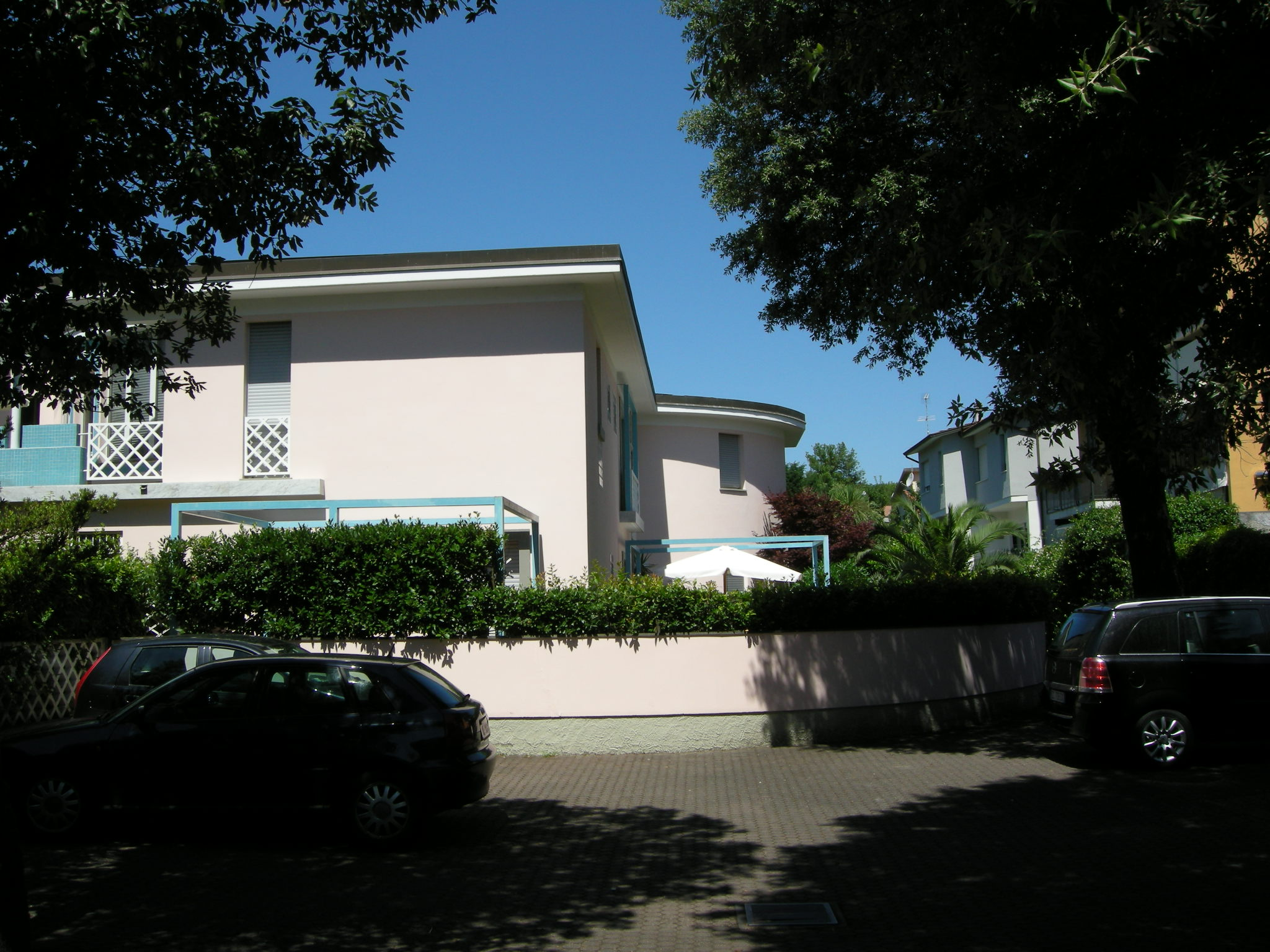
Prospetto sulla strada

L'edificio condominiale di viale Roma è un'architettura moderna di Marina di Massa, sul viale Roma 380.

## Storia
La pratica relativa all'edificio risulta nell'Archivio Edilizia Privata del Comune di Massa. Nel 1989 l'edificio risulta accatastato.
Secondo il Giorgieri, la costruzione è stata realizzata nel 1985 su progetto dell'architetto Ettore Sottsass e presenta "soluzioni particolarmente ricercate", discostandosi "nettamente" dal panorama architettonico corrente (Giorgieri 1989, p. 239).

## Contesto urbanistico
Arretrata rispetto alla strada, la palazzina sorge al centro di un lotto prospiciente il viale Roma, direttrice principale di collegamento tra il capoluogo e la marina. Il resto del terreno è sistemato a giardino e a parcheggio privato.
L'edificio si distacca dai fabbricati circostanti per la particolare articolazione della facciata e soprattutto per l'uso del colore dei fronti e dei particolari costruttivi.

## Descrizione
Disposta in direzione nord-sud trasversalmente alla strada, sulla quale prospetta con il lato più breve, la costruzione si eleva su due piani fuori terra e presenta un impianto planimetrico di forma rettangolare, con un avancorpo circolare sul fronte est, immediatamente dopo l'ingresso principale. Quest'ultimo si trova così ad essere racchiuso tra due semicerchi: un basso muretto semicircolare si attesta infatti sul lato sinistro dell'ingresso stesso per delimitare uno dei giardini privati di cui sono dotati gli appartamenti del piano terreno.
Il fronte sulla strada è caratterizzato dalla presenza di una terrazza al primo piano ritagliata sull'angolo Ovest, chiusa verso il vano interno da una parete interamente vetrata, di andamento nuovamente semicircolare. Sulla terrazza prosegue la gronda aggettante che corona l'intero fabbricato e che qui viene sostenuta dal pilastro angolare lasciato a vista, mentre dai parapetti in muratura rivestiti in ceramica azzurra si elevano due strette colonne intonacate e dipinte di bianco.
Tale vivace componente coloristica - il rosa delle facciate, il cemento a vista della fascia marcapiano e del pilastro angolare, il bianco delle colonnine, della gronda e degli infissi, l'azzurro carico dei parapetti e dei profili metallici intorno alla finestra laterale - risulta in effetti l'elemento più originale e caratterizzante del fabbricato.
L'ingresso, costituito da un serramento vetrato in alluminio, è inquadrato in un settore verticale chiuso da vetrate. L'atrio circolare immette al pian terreno in quattro appartamenti, mentre l'atrio superiore di arrivo della scala rettilinea a due rampe ne disimpegna soltanto tre.
Il vano scale è chiuso da una cupola rivestita in rame, tagliata alla base per consentire l'illuminazione della scala.

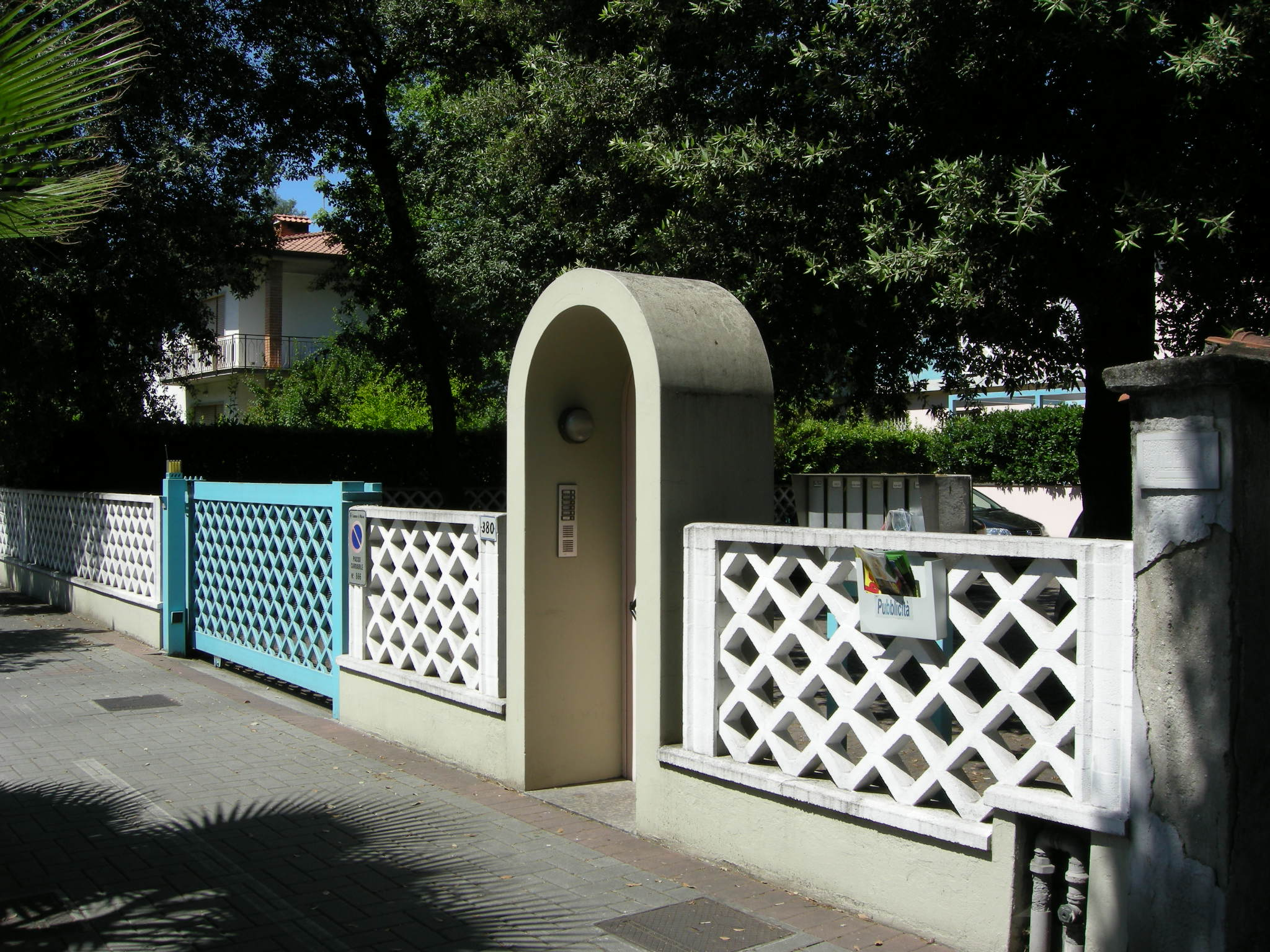
Ingresso

Oltre alla cura dei dettagli, che presentano soluzioni particolarmente ricercate soprattutto nella definizione delle aperture - da notare sul fronte est le finestrine quadrate del primo piano, incorniciate da una fila di mattoni in vetro-cemento - l'attenzione del progettista appare concentrata anche sulla sistemazione dell'area di pertinenza dell'edificio, sistemata in parte a parcheggio ed in parte a piccoli giardini, e chiusa verso la strada da una recinzione in cemento interrotta da due cancellate in legno dipinte in azzurro e dal portone di ingresso in metallo dipinto in rosa, racchiuso in un vano ad arco di cemento armato a vista.